# フォード・エコスポーツ
フォード・エコスポーツ（Ford EcoSport）はフォードが生産している小型クロスオーバーSUVである。エスケープ/クーガよりも一回り小さく、同社のクロスオーバーSUV、クロスオーバーのラインナップでは最小の車種となる。

## 初代（2003年 - 2012年）
開発コードはBV226。2003年からブラジル・バイーア州のカマサリ工場にて製造を開始。ケルンで製造されるヨーロッパ版フュージョンをベースにFord USA Truck Vehicle Centerで設計された。フォード・B3プラットフォームが使用されている。
ラテンアメリカ専売モデルで、ブラジル、アルゼンチン、ベネズエラ、メキシコといった国々ではフォードのベストセラーモデルの一つであり、ブラジルでの販売数ベスト10には恒常的に入っている。2011年には累計販売台数が70万台に到達した。
2007年末にはフェイスリフトが行われ、フロントマスクがそれまでのフュージョン風のものから近年のフォードのピックアップやブラジル向けフィエスタに近い意匠に変更された。テールライト、フロントおよびリアバンパーも更新され、内装ではより上質な素材を用いた新デザインのダッシュボードを備えた。エンジンに変更はない。

### メカニズム
エンジンは全て直列4気筒。ガソリンは、Zetec-Rocam 1.0L 8Vスーパーチャージャー (70kW/95PS)、Zetec-Rocam 1.6L 8v ガソリン/エタノール (82kW /111PS)、Duratec 2.0L 16v (107kW/145PS) の3種類。ディーゼルは、輸出専用のDuratorq 1.4L TDCi (50kW/68PS) の1種類となっている。
FFとMTの組み合わせが標準となる。2.0Lはオプションで4速ATと4WDも選べる。

## 2代目（2012年 - 2022年）
ラテンアメリカでの成功と世界的なコンパクトクロスオーバーSUV人気の高まりを受けて、グローバル戦略である“One Ford”に基づき、ラテンアメリカ以外の地域にも投入される世界戦略車となった。フィエスタ Mk.Ⅵがベースとなっており、プラットフォームも同一の「グローバルB carプラットフォーム」を採用している。開発は初代と同じくブラジル・カマサリ工場のフォード・ド・ブラジルの開発センターにて行われており、ラテンアメリカで開発された最初のグローバルモデルとなる。生産は同工場の他、中国、インド、タイでも行われている。
高剛性ボディを採用することで安全性能と走行性能を向上させ、快適性の指針となるNVH性能のクラストップレベルを目指している。コンパクトクロスオーバーSUVとしての扱いやすさに加えて、着座位置が地上から約700mmでセダンとミニバンの中間で乗り降りがしやすく、先々の交通環境が見渡せるため安全な運転環境にも寄与している。横風への耐性と共に、路面が荒い状態でも必要以上にハンドルに力を入れなくても安定するなど直進性に優れているほか、スペアタイヤを高い位置に積載しているため重心位置の関係で重量バランスでは不利となるが、ボディ+サスペンション+タイヤの相乗効果で後輪の接地感が高く快適な乗り心地を実現している。
基本的にはオンロードでの使用を前提としているものの、アプローチアングルは25度、デパーチャーアングルは35度、最低地上高も180mmと余裕があり、悪路の走破性能も高い。また、エンジンルーム内の電気部品やエアインテークのレイアウトを最適化したことで最大水深550mmの渡河を可能とした。最小回転半径は、上位モデルであるクーガの5.6mに対して5.5mに止まる。

### エクステリア
キネティックデザインの進化系である“ニュー・グローバル・デザイン・ランゲージ”に則ったデザインで、同社のフィエスタに近いものとなっている。視界は概ね良好で、フロントピラーは太めであるが斜め前方に小さな三角窓が付き、サイドウィンドウは近年の自動車デザインに多く見られる、後席の下端が後方側に持ち上がるというデザインが優先されている。Cd値は0.371で、SUVとしては優れた数値である。
SUVでも背面にスペアタイヤが取り付けられたスタイルは近年では珍しいが、“力強さと躍動感を融合したSUV”を演出するデザインとされている。ルームミラーからはタイヤが見えないようリアウィンドウが設計されているため後方視界が遮られることは無いが、その分サイズは小さめとなった。フォードが拘ったポイントの1つがリアゲートを開けるためのレバーデザインで、右側のコンビネーション・ランプ部分に組み込まれ、一見では判らない程に一体化している。

### インテリア
品質は適度なもので過度な高級素材は使用されていないが、シートは撥水性の高い素材を採用し、カラーはブラックとチャコールの組み合わせのみとなる。エアコンやオーディオなどの操作系は全てボタン方式で、センタークラスター上部に設置された4.2インチのモニターには各種情報が表示される。収納スペースは20カ所用意されているほか、グローブボックスにはエアコンの冷風で飲み物などを冷やす機能も備えている。後席のリクライニングは左右独立方式。荷室容量は通常で333L、後席を倒すと1,238Lに拡大する。

### メカニズム
エンジンは、NAであるガソリンとエタノール共用の2.0L・1.6L・1.5L 直列4気筒、ガソリンの1.0L 直列3気筒ターボ“EcoBoost”の4種類。ディーゼルは直列4気筒1.5Lの1種類となる。日本仕様のJC08モード燃費は14.5km/Lで、アイドリングストップシステムは備えていないものの実用燃費に近いとされる。
トランスミッションは、5速・6速MTのほか、マニュアルモード付きのゲトラグフォード製6速DCT。サスペンションは、フロントがマクファーソンストラット、リアはツイストビームトレーリングアームを採用し、シャシーを含めフィエスタをベースとしてSUV向けにチューニングされた。
安全面は、7つのエアバッグに加えて、ABS、ESP、EBA (エマージェンシー・ブレーキ・アシスト) は装備されるが、フィエスタやクーガのような衝突被害軽減ブレーキシステムのアクティブ・シティ・ストップは付かない。その他、トルクコンバータ式ATに比べてより必要性の高いヒルスタートアシストが備わる。

### 沿革
2012年1月、コンセプトモデルがニューデリーオートエクスポで、4月には市販モデルが北京モーターショーでそれぞれ公開された。
2012年9月6日、オランダのアムステルダムで開催された特別イベント「Go Further」にて、18ヵ月以内に欧州市場へ投入することを表明した。
2014年4月24日、フォード・ジャパンが同年5月31日より日本市場で発売することを発表した。日本仕様はインド製造分が導入され、FF、エンジンはガソリン1.5L+6段DCTの1種類のみとなる。最新の1.0L EcoBoostは、2014年6月時点ではトルクコンバータ式ATとの組み合わせが無いため、同ATが主流である日本市場への導入は見送られた。
2016年11月のロサンゼルスオートショーにてマイナーチェンジ版を発表。フロント部を大幅に改良、リアも小改良され、一部の市場では特徴的だった外付けスペアタイヤを廃止してパンク修理キットに変更している。
2016年をもってフォードは日本市場から撤退したため、マイナーチェンジ版は未導入。